# Eduard Strauß

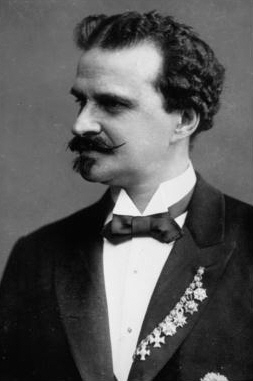

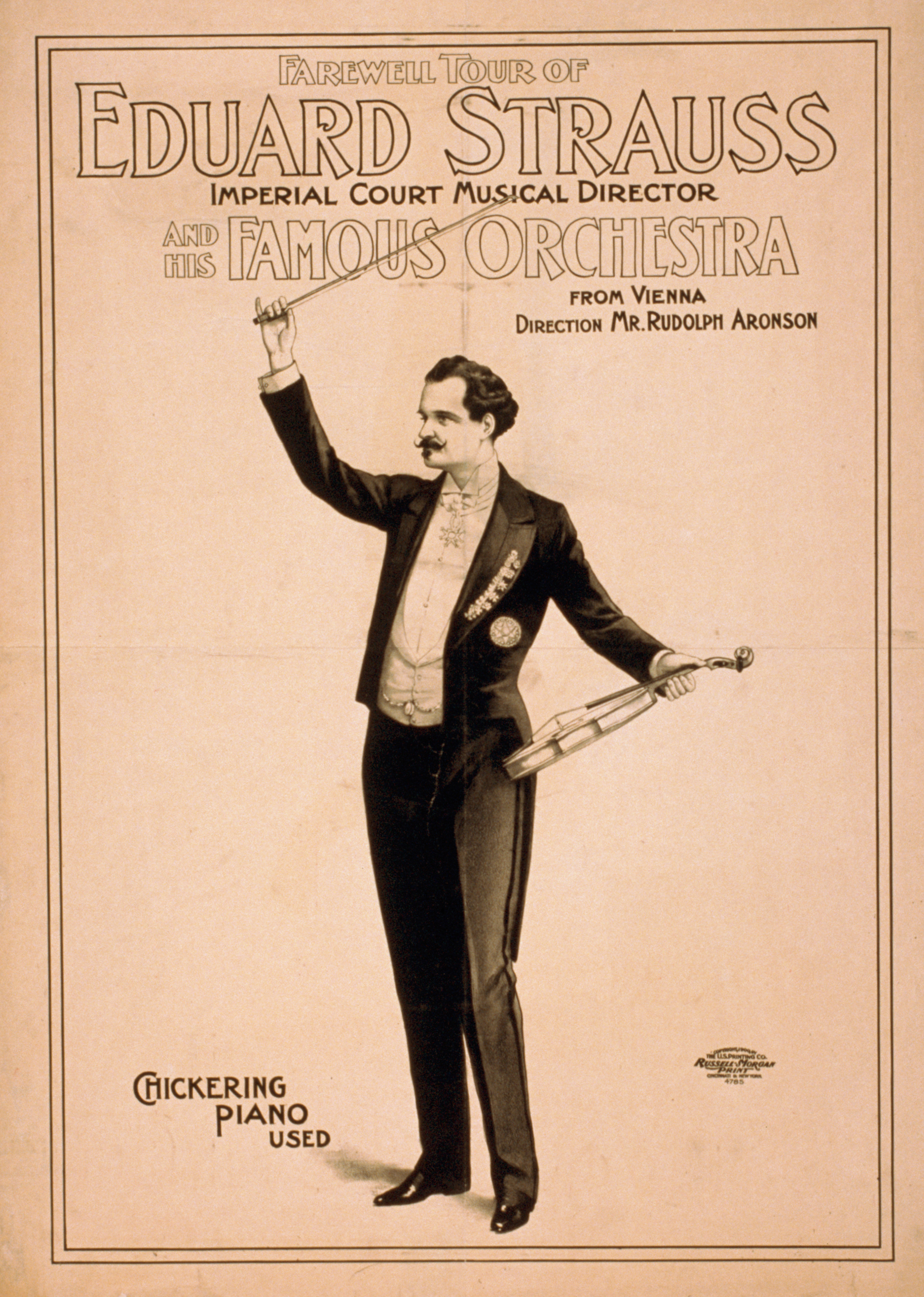
Eduard Strauß

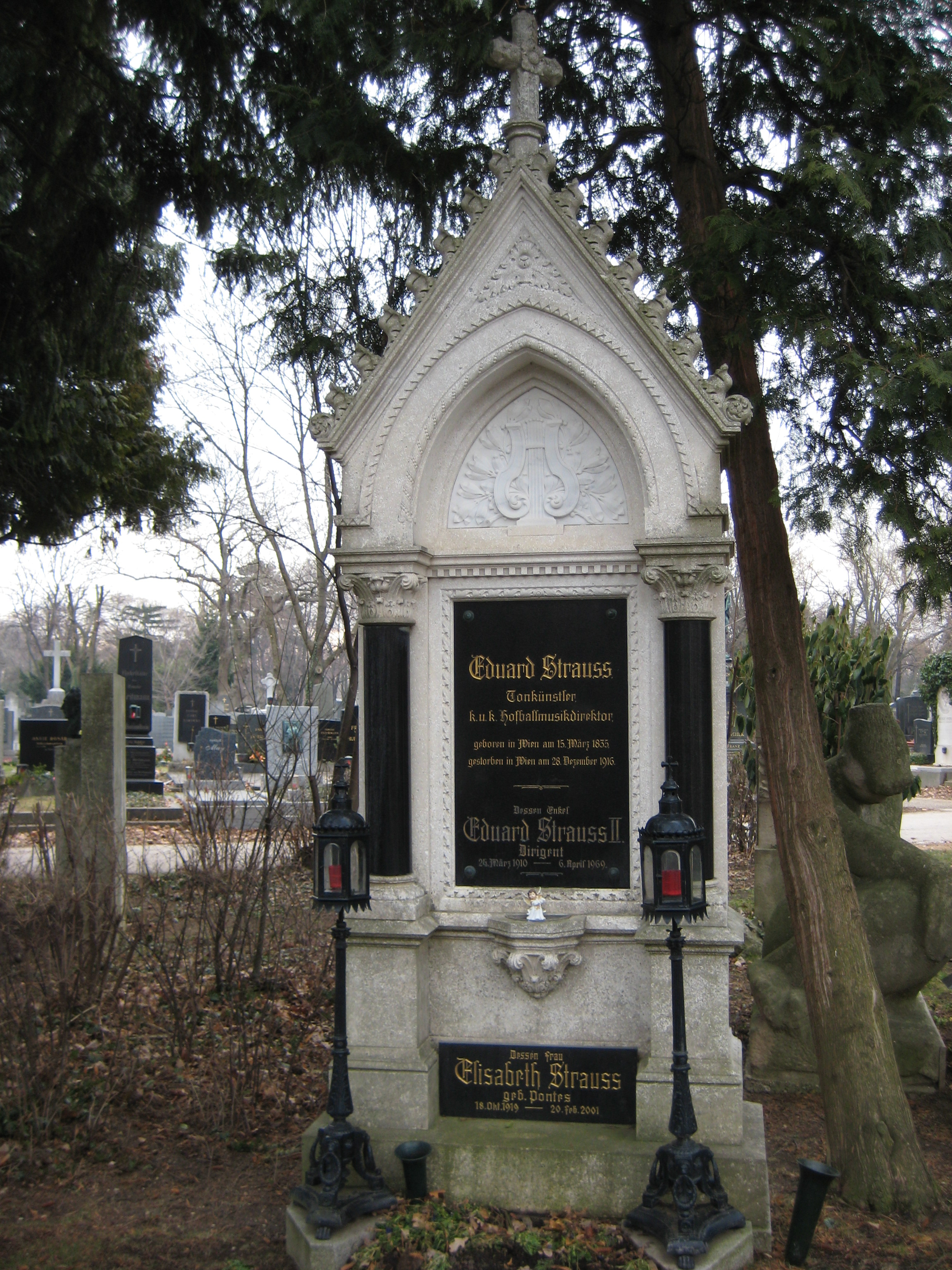
Grab auf dem Wiener Zentralfriedhof

Eduard Strauß (* 15. März 1835 in Leopoldstadt, heute Wien; † 28. Dezember 1916 in Wien) war ein österreichischer Komponist und Kapellmeister.

## Leben

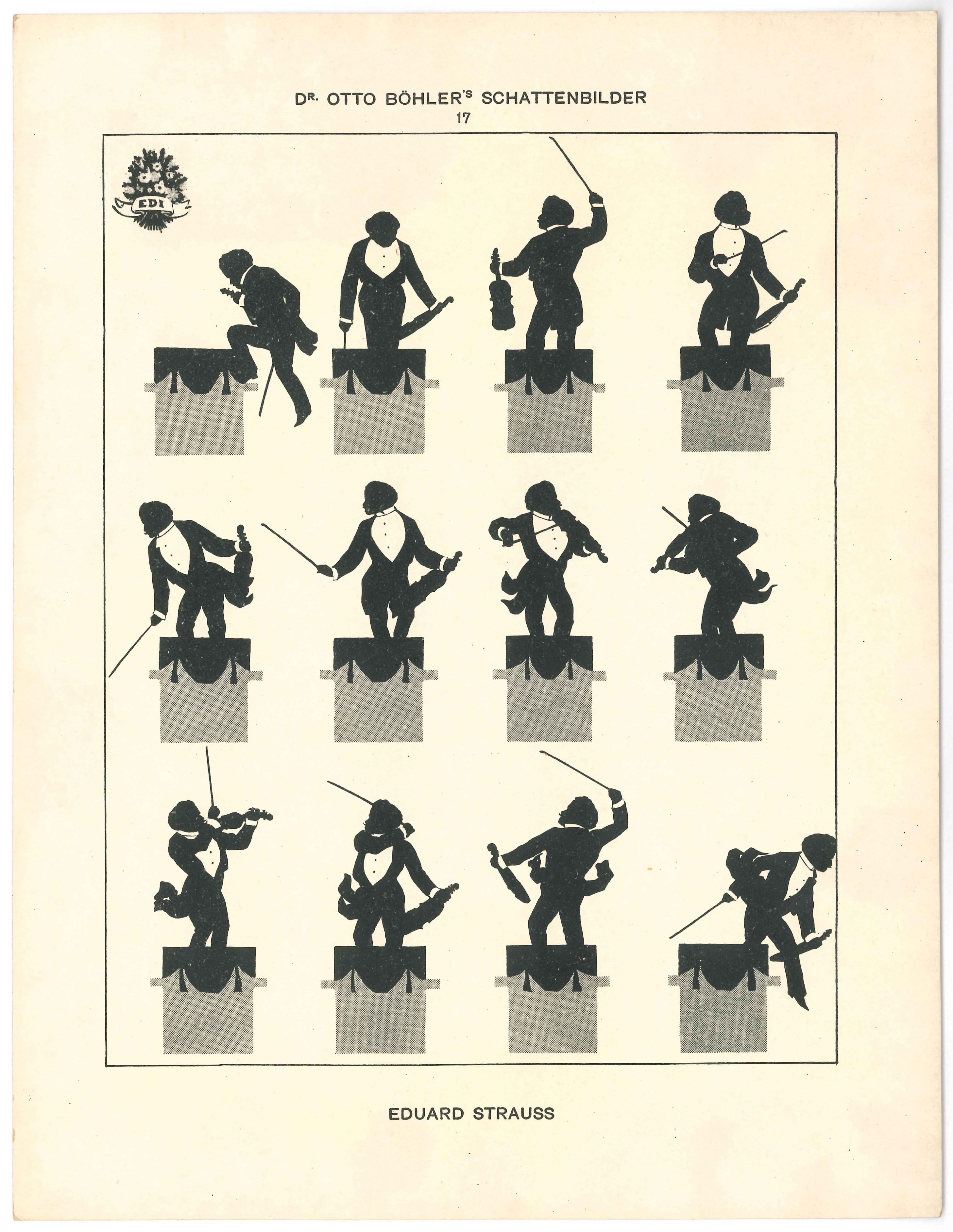
„Edi“ Strauß, Silhouette von Otto Böhler

Eduard Strauß war der jüngste Sohn von Johann Strauss (Vater) sowie Bruder von Johann Strauss (Sohn) und Josef Strauss. Die „Stätte seiner Jugend“, das Hirschenhaus, befand sich in der Taborstraße 17, Wien-Leopoldstadt.
Nach Absolvierung des Akademischen Gymnasiums in Wien strebte er eine diplomatische Laufbahn an, ließ sich aber letztlich von seinem Bruder Johann Strauss (Sohn), ähnlich wie zuvor schon sein anderer Bruder Josef Strauss, zum Musikerberuf bestimmen. Beim Wiener Domkapellmeister Gottfried von Preyer (1807–1901) bildete er sich in Musiktheorie aus, bei Franz Amon, dem Konzertmeister der Strauss-Kapelle, nahm er Unterricht in Violine, beim Harfenvirtuosen Anton Zamara (1829–1901) studierte er dieses Instrument. Daneben pflegte er auch noch das Klavierspiel.
Beim Benefizball für Johann Strauss am 11. Februar 1855 in den Sofiensälen debütierte Eduard als Harfenist in Johanns Walzer „Glossen“ op. 163. Sein Debüt als Dirigent der Strauss-Kapelle gab Eduard beim Benefizball unter dem Motto „Carnevals Perpetuum mobile oder: Der Tanz ohne Ende“ am 5. Februar 1861 – wieder in den Sofiensälen, bei dem drei Orchester spielten, jedes von einem der drei Brüder Strauss geleitet.
Von Beginn seiner Karriere an wurde Eduard Strauss von Publikum und Presse an den Erfolgen seiner Brüder, insbesondere Johanns, gemessen und vor allem in Wien für nicht ebenbürtig befunden. Doch stellte er sich konsequent in den Dienst des Familienunternehmens. Bereits als Johann überraschend im Sommer 1862 heiratete und Josef ihn in Pawlowsk vertreten musste, hielt Eduard in Wien die Stellung.
Nach dem Tod Josefs (1870) und Johanns Hinwendung zur Operettenkomposition übernahm Eduard für über 30 Jahre die alleinige Leitung des Orchesters, das unter seiner Führung und straffen Organisation in Wien und international zu einem der hervorragendsten Klangkörper avancierte. Die Strauss-Kapelle wurde mit ihm ein erstrangiger Kulturträger für Wien und Österreich. 1872 wurde Eduard aufgrund seiner Verdienste um die Ausführung der unterhaltenden Musik bei Veranstaltungen des österreichischen Kaiserhauses der Titel „k. k. Hofballmusik-Director“ verliehen.
Mit seinen neu eingeführten Sonntagnachmittagskonzerten jeweils in der Wintersaison im Großen Saal des neu errichteten Gebäudes der Gesellschaft der Musikfreunde in Wien leistete er ab März 1870 über 30 Jahre lang einen unverzichtbaren Beitrag zum Musikleben dieser Stadt. Nicht nur Werke der Familie Strauss führte er hier auf, sondern auch sehr viele Kompositionen des klassischen und romantischen Repertoires des 18. und 19. Jahrhunderts von Mozart bis Wagner. Viele Kompositionen seines Bruders Johann erklangen hier unter seiner Leitung zum ersten Mal.

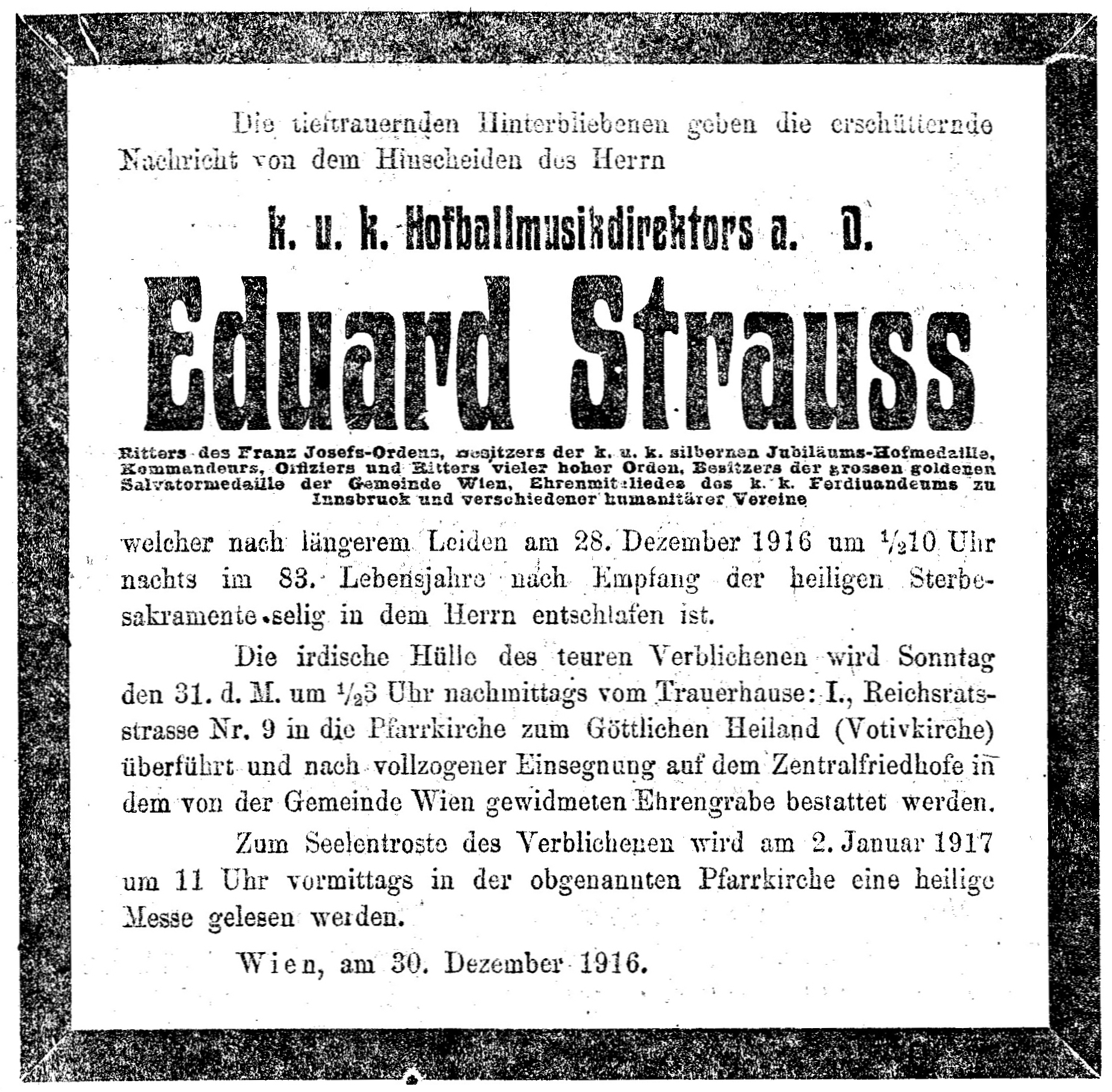
Die Todesanzeige in der NFP vom 30. Dezember 1916

Neben den zahlreichen Wiener Verpflichtungen, so den regelmäßigen Konzerten im Volksgarten, in der „Neuen Welt“ oder in den Blumensälen, unternahm er ab 1878 mit der Strauss-Kapelle regelmäßig ausgedehnte Sommertourneen durch Deutschland, 1885 und 1890 Gastspiele in London, 1890 und im Winter 1900/1901 solche in den Vereinigten Staaten. „Ich habe mit meiner Capelle in 840 Städten zweier Weltteile (…) concertirt“, resümierte er in seinen 1906 veröffentlichten „Erinnerungen“. Dirigent und Orchester ernteten bei diesen Konzertreisen größten Erfolg. Weltweit verbreitete er die Musik seiner Familie. 1901 löste er nach erlittenen Verletzungen bei einem Eisenbahnunfall in Pittsburgh (USA) sein Orchester auf und zog sich ins Privatleben zurück. 1907 veranlasste und beaufsichtigte er die Verbrennung des riesigen Notenarchivs der Strauss-Kapelle, angeblich um ein Versprechen gegenüber seinem verstorbenen Bruder Josef zu erfüllen, was als solches jedoch nie nachgewiesen werden konnte.
Eduard Strauß heiratete am 8. Jänner 1863 Maria Klenkhart (13. Juli 1840, Leopoldstadt–16. April 1921, Wien, IV.), Tochter des Kaffeehausbesitzers Sebastian Klenkhart, eines ehemaligen Freundes seines Vaters. Dieser Ehe entstammten zwei Söhne, Johann Strauss (Enkel) (1866–1939), der ebenfalls Musiker wurde, sowie Josef Eduard Strauss (1868–1940), die ihn ab 1897 – als er bereits an seinen Ruhestand dachte – vorübergehend in schwere finanzielle Bedrängnis brachten und, um sich zu sanieren, die zweite Amerika-Tournee zur Jahrhundertwende unternehmen ließen. An deren Ende stand nach dem erlittenen Eisenbahnunfall am 13. Feber 1901, 78 Jahre nach dessen Gründung, die Auflösung des Orchesters.
Dem Begräbnis seines Bruders Johann konnte er wegen seiner Verpflichtungen in München nicht beiwohnen.
Am 28. Dezember 1916 verstarb Eduard Strauß an einem Herzinfarkt. Gemäß einem Beschluss des Wiener Stadtrates vom 4. Jänner 1917 wurde er auf dem Wiener Zentralfriedhof in einem Ehrengrab (Gruppe 32 A, Nummer 42) beigesetzt. Am 26. September 1991 wurde eine Gedenktafel an seinem ehemaligen Wohnhaus Reichsratsstraße 9, Wien-Innere Stadt, enthüllt. Als einziges Mitglied der Strauss-Dynastie schrieb er selbst seinen Nachnamen mit ß, wurde jedoch in der Todesanzeige wie auch auf seinem Grabstein mit ss verewigt.

## Werke
Eduard Strauß komponierte über 300 Tänze und Märsche, die nahezu alle im Druck erschienen sind. Davon finden sich im heutigen Repertoire kaum zehn Prozent, der Wiederentdeckung harren gut dreimal so viele. Einige davon sind Bahn frei (op. 45, Polka schnell) sowie Ohne Bremse, letzteres komponiert für den Eisenbahnerball im Goldenen Saal des Wiener Musikvereins. Ein weiteres trägt den Titel Telephon und ist dessen Erfinder gewidmet. Daneben arrangierte er für die Strauss-Kapelle circa 200 Werke anderer Komponisten.
Seine Werke stehen seit 1964 regelmäßig im Programm der Neujahrskonzerte der Wiener Philharmoniker im Wiener Musikverein. Bis 2025 wurden 24 seiner Kompositionen in dieser Konzertreihe aufgeführt, einige mehrfach. Am häuftigsten, nämlich sechsmal, wurde die Schnellpolka Mit Extrapost aufgeführt, gefolgt von den Schnellpolka-Kompositionenen Bahn frei und Ohne Bremse (jeweils viermal) sowie Mit Dampf, Mit Vergnügen und Ohne Aufenthalt (jeweils dreimal). Weiter stand die Schützen-Quadrille, die er gemeinsam mit beiden Brüdern komponiert hatte, zweimal auf dem Programm eines Neujahrskonzertes.